# Kościół św. Piotra Apostoła w Młynarach
Kościół Świętego Piotra Apostoła – rzymskokatolicki kościół parafialny należący do dekanatu Pasłęk I diecezji elbląskiej. Jeden z zabytków miasta.

## Historia
Kościół powstał zapewne jednocześnie z założeniem Młynar. Jej uposażenie zostało wyznaczone w dokumencie lokacyjnym miasta z 1327 roku. Z 1329 roku pochodzi już informacja o miejscowym proboszczu. Świątynia ta została zniszczona przez pożar, który wybuchł w 1547 roku. Jej odbudowa, do której zostały wykorzystane cegły z rozbieranych murów obronnych, trwała w latach 1547–1553. Zostały wtedy zrekonstruowane tylko dwie, z trzech wcześniej istniejących, naw. Prace były prowadzone przez mistrza murarskiego Stanisława z Fromborka. W latach 1567–1570 wybudowana została wieża świątyni, która została podwyższona w 1595 roku.
W 1738 roku kościół został po raz kolejny przebudowany, według planów budowniczego okręgowego Grunenberga. Została wtedy rozebrana zakrystia, mieszcząca się między filarami w nawie bocznej przy ołtarzu i została wybudowana nowa na miejscu dotychczasowego prezbiterium. Rozebrany został również chór mieszczący się po stronie południowej i na tym miejscu, w nawie bocznej od strony północnej została wzniesiona dwupiętrowa empora. Z tego okresu pochodzi też obecna forma okien. W 1875 roku został rozebrany dotychczasowy sufit gipsowy. Na jego miejscu mistrz ciesielski Ehlert wykonał nowy drewniany sufit, który zachował się do czasów obecnych. W latach 1898–1899 wieża świątyni została gruntownie wyremontowana, a w 1927 roku zostały wyremontowane i przebudowane organy (ponownie były remontowane w latach 1955–1956, 1991–1992 i 2007). 
Od czasów reformacji do 1945 roku świątynia była własnością gminy ewangelickiej. Po 1945 roku została przejęta przez katolików. W 1956 roku zostały rozebrane piętrowe empory, a w 1966 roku świątynia uzyskała nowe elewacje. W przedsionku od strony północnej została wtedy urządzona kaplica Matki Bożej Częstochowskiej. W dotychczasowej zakrystii została umieszczona sala katechetyczna. Nowa zakrystia została wzniesiona w nawie bocznej przy głównym ołtarzu na miejscu, w którym znajdowała się do 1738 roku.
Jest to budowla gotycka, orientowana, o dwóch nawach, murowana z cegły i otynkowana (oprócz wieży). Wybudowana została na planie prostokąta o długości 32,31 metrów i szerokości 17,6 metrów W południowo-zachodni narożnik korpusu nawowego jest wbudowana masywna wieża na planie kwadratu (o wysokości 30 metrów), z oknami ostrołukowymi. Korpus nawowy oraz kruchty są pokryte dachem siodłowym, wieża namiotowym, zakrystia pulpitowym. Wewnątrz nawa główna jest wyższa i szersza od bocznej. Oddzielona jest przez ostrołukowe arkady, podparte ośmiobocznymi filarami. Na elewacji południowej mieszczą się okna ostrołukowe, na północnej – prostokątne. W nawie znajduje się strop płaski, do 1875 roku pomalowany w sceny z Pisma Świętego.
Do wyposażenia kościoła należą m.in.: ołtarz główny powstały w latach 1693–1694, dzieło Issaca Rigi, ambona powstała w 1654 roku, dzieło Hannsa Ohlmanna, organy powstałe w 1742 roku, dzieło Adama Gottlieba Caspariniego.